# 키츠요지
키츠요지(1990년 5월 25일 ~)는 대한민국의 가수다. 2019년 EP [KIM CHOON SAM]으로 데뷔했다.

## 방송
- 쇼미더머니 777 (2018) - 2차 예선 탈락
- 수퍼비의 랩 학원 (2019) - Top7(7위)
- 쇼미더머니 9 (2020) - Top36(29위)
- 쇼미더머니 10 (2021) - Top33
- 쇼미더머니 11 (2022) - Top24

## 공연
- Blue Hip (2021)
- 힙합으로 대동단결 (2022)